# Richard Basehart
Richard Basehart (31 de agosto de 1914 - 17 de septiembre de 1984) fue un actor estadounidense. Posee una estrella en el paseo de la fama de Hollywood. 

## Biografía
Nacido en Zanesville, Ohio, EUA, el 31 de agosto de 1914 como John Richard Basehart, debuta en el cine en 1947, tras pasar por el teatro, con la película Repeat Perfomance (Volver a vivir) en la que enloquece al final; siguiendo con sus papeles de trastornado como en su segundo film, Cry Wolf, interpreta a un suicida en el film Fourteen Hours (Horas de angustia). Es un actor que viaja mucho, sobre todo por Europa, donde uno de sus papeles cinematográficos más notables fue el de acróbata conocido como "el Loco" en la aclamada película italiana La Strada, dirigida por Federico Fellini. Es curioso el dato de que intervino en una película española dirigida por el gran Berlanga, Los jueves milagro (rodada en 1956), en la que hace de santo milagrero. También apareció como asesino en el clásico del cine negro Orden: caza sin cuartel (He Walked by Night (1948)), donde impone su característica personalidad, como miembro del clan de Hatfield –en el que vuelve a interpretar el papel de psicótico– en Roseanna McCoy (1949), en el drama Decisión antes de amanecer (Decision Before Dawn) (1951), Moby Dick (1956), como Ishmael. En 1964 protagoniza la serie de televisión Viaje al fondo del mar, en la que interpreta al almirante Nelson, a raíz de la cual fue conocido a nivel mundial. Pero desde que la serie se terminó, tuvo dificultad para encontrar de nuevo su sitio en el mundo del cine: los productores tenían la memoria corta y lo tenían encasillado.
Las puertas del cine se le van cerrando a Richard, después de una carrera más que fructífera, y durante cinco largos años nadie lo verá en pantalla. Es en Europa nuevamente donde vuelve a encontrar su sitio: el francés Claude Lelouch le da la oportunidad y le contrata para la película Un homme qui me plaît (A Man I Like / Del amor y la infidelidad) de 1969. Desde entonces su carrera parece de nuevo impulsada, repartiéndose entre la pequeña y la gran pantalla. Así pues, participa en múltiples series de televisión como estrella invitada como La casa de la pradera (1976) en su segunda temporada, capítulo 17, encarnando a un duro maestro rural; por otro lado interpreta a un desaliñado hombre-animal en La isla del Dr. Moreau de 1977. Su último film será Bienvenido, Mr. Chance (1979/1980).
Su última aparición pública es para narrar el poema de clausura de los Juegos Olímpicos de Los Ángeles el 12 de agosto de 1984. Al día siguiente sufre una serie de ataques. Richard muere el 17 de septiembre de 1984 en el Cedars-Sinai Medical Center (L.A.) de una parada cardíaca. Una placa conmemorativa se encuentra en el Urn Garden de Westwood Village Cemetery en Beverly Hills (CA), sección C, fila 2B.

## Filmografía
Cine:
- 1947: Repeat Performance
- 1947: Cry Wolf
- 1948: He Walked by Night
- 1949: Tension
- 1950: Reign of Terror
- 1949: Roseanna McCoy
- 1950: Outside the Wall
- 1951: Fourteen Hours
- 1951: The House on Telegraph Hill
- 1951: Fixed Bayonets
- 1951: Decision Before Dawn
- 1952: The Stranger's Hand
- 1953: Titanic
- 1953: Angels of Darkness
- 1954: La strada
- 1954: Cartouche
- 1954: Jailbirds
- 1954: The Good Die Young
- 1955: La Vena d' Oro
- 1955: Canyon Crossroads
- 1955: Il Bidone
- 1956: Finger of Guilt
- 1956: Moby Dick
- 1956: The Extra Day
- 1957: Time Limit
- 1957: Los jueves, milagro
- 1958: Los hermanos Karamazov (The Brothers Karamazov) (1958)
- 1958: Amore e Guai
- 1959: Jons und Erdme
- 1959: The Man Stalin Killed
- 1959: L'Ambitieuse
- 1960: For the Love of Mike
- 1960: 5 Branded Women
- 1960: Portrait in Black
- 1961: Visa to Canton
- 1962: The Savage Guns
- 1962: Hitler
- 1963: Kings of the Sun
- 1964: Voyage to the Bottom of the Sea
- 1965: The Satan Bug
- 1969: Un homme qui me plaît
- 1969: Hans Brinker
- 1972: Assignment: Munich, telefilm
- 1972: Chato's Land
- 1972: Rage
- 1972: The Sagittarius Mine
- 1972: Colombo, Fuera Mancha Maldita.TV.
- 1973: ...And Millions Will Die!
- 1974: Judgment: The Court Martial of Lieutenant William Calley, telefilm
- 1976: Mansion of the Doomed
- 1976: 21 Hours at Munich, telefilm
- 1976: La casita en la pradera: La Alborotadora (serie de televisión)
- 1977: La isla del doctor Moreau
- 1978: The Great Bank Hoax
- 1978: Being There
- 1980: Marilyn: The Untold Story, telefilm

También participó en Knight of the Phoenix, primer episodio del programa Knight Rider, interpretando a Wilton Knight.